# Zoran Kalpić
Zoran Kalpić (Šibenik, 15. ožujka 1968.), bivši hrvatski košarkaš, sada trener. Mladi reprezentativac Jugoslavije.

## Karijera

### Klupska karijera
Rođen je u Šibeniku, u ožujku 1968. godine. Svoju je karijeru započeo 1983. godine, zaigravši za juniorsku momčad Šibenke. Trenirala su ga velika trenerska imena poput Zorana Slavnića, Dušana Ivkovića i drugih. Kasnije je prešao u seniore Šibenke. 

### Reprezentativna karijera
Bio je juniorskim reprezentativcem Jugoslavije, s kojom je 1987. nastupio na Svjetskom prvenstvu u Bormiju i osvojio je zlato. Bio je reprezentativni kolega Vlade Divca, Tonija Kukoča, Saše Đorđevića, Dine Rađe i drugih. Njegov izbornik bio je Svetislav Pešić.

### Trenerska karijera
Nakon točno dvadeset godina igranja, 2003. godine Kalpić započinje trenersku karijeru u Šibenki, i to odmah kao glavni trener. Kasnije je dugo godina radio kao športski direktor istog kluba. Trenirao je jednoga od ukrajinskih prvoligaša. Stoji podatak kako je Zoran Kalpić u Šibenki proveo čak dvanaest godina (2003. – 2015.), što kao trener, što kao sportski direktor.

## Osobni život
Oženjen je i ima sina Franka, košarkaša koji trenutačno igra za riječki Kvarner 2010. Također ima i starijeg sina Antonija, košarkaša u Americi.